# Liste der Naturdenkmale in Schweigen-Rechtenbach
Die Liste der Naturdenkmale in Schweigen-Rechtenbach nennt die im Gemeindegebiet von Schweigen-Rechtenbach ausgewiesenen Naturdenkmale (Stand 23. Mai 2024).

## Naturdenkmale
| Nr.         | Bezeichnung | Lage                                       | Beschreibung          | Bild            |
| ----------- | ----------- | ------------------------------------------ | --------------------- | --------------- |
| ND-7337-252 | Zwei Linden | Schweigen, Hauptstraße, bei Nr. 24/25 Lage | Tilia sp., zwei Bäume | Fotos hochladen |